# Paula Valdez
Paula Valdez (Porto Alegre, 24 de fevereiro de 1979) é uma jornalista e apresentadora de televisão brasileira. Filha do também jornalista Bira Valdez, já falecido, e de Marly Helena Leite Perna.

## Biografia
Formada em jornalismo pela Universidade Luterana do Brasil, Paula Valdez começou sua carreira trabalhando em jornais impressos em Porto Alegre e agências de notícias em São Paulo.
Trabalhando desde 2000 na RBS TV, Paula Valdez começou na emissora como produtora de reportagens locais para programas da Rede Globo. Como editora, fez parte da equipe do Bom Dia Rio Grande durante um ano e meio.
Em setembro de 2002, assumiu a apresentação da previsão do tempo no programa RBS Notícias, onde permaneceu por 8 anos. Também apresentou a previsão do tempo e fez reportagens para os programas Jornal do Almoço, Teledomingo, 
e Jornal TVCOM. Em 2007, apresentou ocasionalmente o programa dominical Campo e Lavoura. Em julho de 2008, estreou na Cidade FM com o quadro "Previsão 
do Tempo", cujo slogan era "Com Paula Valdez na Cidade é Tempo Bom Sempre!". Esse quadro ocorria em duas edições: a primeira no programa Bom Dia Cidade, e a segunda no programa Alô Cidade. Mais tarde, a segunda edição passou
a acontecer no programa DJs da Cidade.
Na TVCOM, Paula Valdez apresentou o programa Carros e Motos e no início de 2009 entrou na escala de apresentação dos noticiários Manchetes do Dia e Jornal TVCOM, aos fins de semana. Em 26 de outubro de 2009 assumiu como âncora do Jornal da Meia-Noite, substituindo a jornalista Sabrina Thomazi, que migrou para o Jornal TVCOM.
Em 1º de setembro de 2010, assumiu a apresentação e edição dos programas Redação RS e Jornal do Almoço. Atuou como editora, apresentadora e repórter dos programas Bom Dia Rio Grande e Jornal do Almoço até setembro de 2012, quando se desligou da RBS TV e mudou-se para São Paulo.. Em 13 de novembro de 2012, estreou na Rede Bandeirantes como repórter e além das reportagens, atua na previsão do tempo, faz parte do rodízio do Jornal da Band e foi apresentadora eventual do Café com Jornal.  
Também apresentou o Jornal BandNews Primeira Edição de segunda á sexta, em transmissão simultânea com a Rede Bandeirantes nas praças onde não há programação local. Atualmente comanda o Tarde BandNews de 16h ás 18h, também de segunda a sexta.

## Filmografia
| Ano           | Nome                 | Função                 | Emissora          |
| ------------- | -------------------- | ---------------------- | ----------------- |
| 2002-10       | RBS Notícias         | Previsão do tempo      | RBS TV            |
| 2005-10       | Teledomingo          | Apresentadora          | RBS TV            |
| 2007-12       | Bom Dia Rio Grande   | Repórter               | RBS TV            |
| 2009          | Carros e Motos       | Apresentadora          | TVCOM             |
| 2009-10       | Jornal da Meia Noite | Apresentadora          | TVCOM             |
| 2010-12       | Redação RS           | Apresentadora          | RBS TV            |
| 2012-14       | Primeiro Jornal      | Repórter               | Rede Bandeirantes |
| 2013-presente | Jornal da Band       | Apresentadora eventual | Rede Bandeirantes |
| 2014-20       | Café com Jornal      | Apresentadora eventual | Rede Bandeirantes |
| 2018-23       | Jornal BandNews      | Apresentadora          | BandNews TV       |
| 2020-23       | Notícias da Redação  | Apresentadora          | Rede Bandeirantes |
| 2020-21       | Primeiro Jornal      | Previsão do tempo      | Rede Bandeirantes |
| 2023-presente | Tarde BandNews       | Apresentadora          | BandNews TV       |